# 청구중학교
청구중학교(靑丘中學校)는 대한민국 대구광역시 동구 신천동에 있는 사립 중학교이다.

## 학교 연혁
- 1954년 12월 31일 : 재단법인 덕화학원 인가
- 1954년 12월 31일 : 황봉갑 이사장 취임
- 1955년 3월 15일 : 덕화중학교 인가(6학급)
- 1955년 4월 22일 : 덕화중학교 개교
- 1956년 2월 28일 : 서석일 교장 취임
- 1960년 4월 25일 : 재단법인 청구대학과 합병(대구 동구 신천동 850-6)
- 1962년 12월 15일 : 청구중학교 및 재단법인 청구학원으로 변경
- 1964년 2월 15일 : 학교법인 청구학원으로 조직 변경
- 1971년 11월 17일 : 원형관 21교실 완공
- 1973년 3월 11일 : 축구부 창단
- 1986년 4월 10일 : 학교법인 청구학원 합병 인가(청구학원과 무산교육재단)
- 2003년 2월 20일 : 김지현 이사장 취임
- 2019년 3월 1일 : 남기재 교장 취임
- 2021년 3월 2일 : 학급감축(25학급→24학급)

## 참고 자료
- 청구중학교 - 한국교육학술정보원 학교알리미